# متنزه ليند الوطني
متنزه ليند الوطني هو متنزه وطني يقع في منطقة إيست جيبسلاند في فيكتوريا. تبلغ مساحة المتنزه حوالي 1370 هكتار، ويقع على بُعد حوالي 419 كم شرق ملبورن، بمحاذاة طريق الأمراء بين أربست ونهر كان.

## وصلات خارجية
- صفحة متنزه ليند الوطني على موقع حدائق فيكتوريا
- خطة إدارة متنزهي ليند وألفريد الوطنيين (PDF) (PDF). حكومة ولاية فيكتوريا. أغسطس 1998. ISBN:0-7306-6265-9. مؤرشف من الأصل (PDF) في 2014-08-21. {{استشهاد بكتاب}}: تجاهل المحلل الوسيط |عمل= (مساعدة)